# Lukas Ammann
Lukas Ammann (Bázel, 1912. szeptember 29. – München, Németország, 2017. május 3.) svájci színész.

## Filmjei

### Mozifilmek
- Wachtmeister Studer (1939)
- Dilemma (1940)
- Verena Stadler (1940)
- Bieder der Flieger (1941)
- Menschen, die vorüberziehen (1943)
- Palace Hotel (1952)
- Bel-Ami Der Frauenheld von Paris (1955)
- Bel Ami (1955)
- Weißer Holunder (1957)
- Nachts, wenn der Teufel kam (1957)
- Ich war ihm hörig  (1958)
- Heiße Ware (1959)
- Die ideale Frau (1959)
- Der Schatz vom Toplitzsee (1959)
- Hast noch der Söhne ja...? (1955)
- Der grüne Kakadu (1963)
- Ferien vom Ich (1963)
- Mulat a kongresszus (Der Kongreß amüsiert sich) (1966)
- A harag napjai (I giorni dell'ira) (1966)
- Jet Generation – Wie Mädchen heute Männer lieben (1968)
- Un killer per sua maestà (1968)
- Ein großer graublauer Vogel (1970)
- Dällebach Kari (1970)
- Massagesalon der jungen Mädchen (1972)
- Hexen geschändet und zu Tode gequält (1973)
- Klassäzämekunft (1990)
- Fuga dal paradiso (1990)
- Der achte Tag (1990)
- Meschugge (1998)
- Herr Goldstein (2005, rövidfilm)
- Reunion Solitaire (2015)

### Tv-filmek
- Grüezi, Herr Nachbar! (1954)
- Der große Dreh - Friedrich-Hollaender-Revue (1958)
- Akt mit Geige (1959)
- Friedrich Hollaender erzählt (1960)
- Towarisch (1961)
- Eine kleine Sehnsucht (1962)
- Zaubereien oder Die Tücke des Objekts (1962)
- Überfahrt (1963)
- Reporter (1963)
- Die zwölf Geschworenen (1963)
- Karriere (1963)
- Lebenskünstler (1964)
- Caesar und Cleopatra (1964)
- Die Reise um die Erde (1964)
- Frühling mit Verspätung (1964)
- Rosemarie (1965)
- Adieu Mademoiselle (1965)
- Der Himbeerpflücker (1965)
- Nachruf auf Egon Müller (1965)
- Der Floh im Ohr (1966)
- Wechselkurs der Liebe (1966)
- Graf Kozsibrovszky macht ein Geschäft (1966)
- Panoptikum (1967)
- Der Auswanderer (1967)
- Detektiv Quarles (1968)
- Kolportage (1968)
- Gold für Montevasall (1968)
- Der Reformator (1968)
- Das höhere Leben (1968)
- Sexbombe mit Tick (1970)
- Professor Sound und die Pille - Die unwahrscheinliche Geschichte einer Erfindung (1971)
- Ich träume von Millionen (1971)
- Olympia - Olympia (1971)
- Der Zarewitsch (1973)
- Galadiner zum 75. Geburtstag von Salvador Dali (1979)
- Goldene Zeiten (1981)
- Der lebende Leichnam (1981)
- Dorothée, danseuse de corde (1983)
- Florian (1990)
- Le chinois (1992)

### Tv-sorozatok
- Zu viele Köche (1961, egy epizódban)
- Gestatten - Mein Name ist Cox (1961, 13 epizódban)
- Die fünfte Kolonne (1963–1964, két epizódban)
- Slim Callaghan greift ein (1964, egy epizódban)
- Gewagtes Spiel (1965, egy epizódban)
- Der Forellenhof (1965, egy epizódban)
- Adrian, der Tulpendieb (1966, egy epizódban)
- Őrjárat a kozmoszban – Az Orion űrhajó fantasztikus kalandjai  (Raumpatrouille - Die phantastischen Abenteuer des Raumschiffes Orion) (1966, egy epizódban)
- Das Kriminalmuseum (1967, egy epizódban)
- Graf Yoster gibt sich die Ehre (1967–1977, 62 epizódban)
- A felügyelő (Der Kommissar) (1969, egy epizódban)
- Alpha Alpha (1972, egy epizódban)
- Okay S.I.R. (1973, egy epizódban)
- Zwischen den Flügen (1973, egy epizódban)
- Sonne, Wein und harte Nüsse (1981, egy epizódban)
- Goldene Zeiten – Bittere Zeiten (1981–1984, 20 epizódban)
- Verliebt, verlobt, verheiratet (1994, egy epizódban)
- Légifuvarosok (Air Albatros) (1994, egy epizódban)
- A Faller család (Die Fallers - Eine Schwarzwaldfamilie) (1994–2000, 166 epizódban)
- Fascht e Familie (1996, egy epizódban)
- Tetthely (Tatort) (2000, egy epizódban)